# Наступит ночь
«Наступит ночь» (англ. Night Will Fall) — документальный фильм режиссёра Андре Сингера, вышедший на экраны в 2014 году.

## Сюжет
Фильм рассказывает о работе британских, американских и советских военных кинооператоров, которые, оказавшись на территории Третьего рейха в конце Второй мировой войны, первыми запечатлели нацистские концлагеря и преступления, которые там творились. Весной 1945 года британское правительство поручило Сидни Бернстайну, в то время работавшему на министерство информации, подготовить фильм «Исследование немецких концентрационных лагерей», который в полной мере отражал бы условия жизни узников и их реабилитацию после освобождения. Бернстайн привлёк не только западные свидетельства из Берген-Бельзена, Дахау и Бухенвальда, но и материалы, полученные советскими войсками при освобождении Майданека и Освенцима. Некоторое время в работе над лентой принимал участие Альфред Хичкок. Фильм Бернстайна, однако, так и не был закончен, по-видимому, из-за изменения политической ситуации. Уже в XXI веке он был извлечён из архивов, отреставрирован и окончательно смонтирован на основе сохранившегося сценария.
В фильме использованы интервью с некоторыми участниками освобождения концлагерей и бывшими узниками (в том числе с Евой Мозес Кор и Анитой Ласкер-Уоллфиш), а также с кинопродюсером Бранко Лустигом. Название взято из сценария ленты 1945 года:
|  | Unless the world learns the lesson these pictures teach, night will fall. |  | Если мир не усвоит урок, которому учат эти кадры, наступит ночь. |  |
|  |                                                                           |  |                                                                  |  |

## Награды и номинации
- 2014 — почётное упоминание на Иерусалимском кинофестивале.
- 2014 — специальное упоминание на Шеффилдском фестивале документального кино.
- 2014 — номинация на Премию британского независимого кино за лучший документальный фильм.
- 2015 — премия Грирсона за лучший исторический документальный фильм.
- 2015 — номинация на премию Международной ассоциации документального кино.
- 2015 — номинация на премию Лондонского кружка кинокритиков за лучший документальный фильм года.
- 2015 — номинация на Национальную кинопремию Великобритании за лучший документальный фильм.
- 2015 — победитель 1-го Московского Еврейского Кинофестиваля в номинации «Свидетельство»[1]
- 2016 — премия «Эмми» в области новостей и документалистики (News & Documentary Emmy Award) за лучшую историческую программу (длинная форма), а также 4 номинации: лучшее исследование, лучший сценарий, лучший монтаж, лучшая музыка и звук.
- 2016 — премия Пибоди в категории «Документалистика и образование».
- 2016 — премия Королевского телевизионного общества (Великобритания) в категории «История».